# Szapáry
Szapáry je priimek madžarske plemiške družine, ki med drugim živela tudi na območju današnjega Prekmurja. Družina izhaja iz kraja Szápár. Gre za staro plemiško družino, katere prve predstavnike zasledimo okoli leta 1550. Zaradi zveste službe cesarju so že zelo hitro, leta 1690 dosegli baronski, 1722 pa grofovski naziv. Bili so med nosilci najpomembnejših državnik funkcij, med drugim guvernerji Reke, ministri, Szápáry Gyula pa celo ministrski predsednik Madžarske.

## Znani nosilci priimka
- grof Gyula Szápáry, (ministrski predsednik Madžarske 1890-1892)
- grof Géza Szapáry, mursko-soboški veleposestnik
- grof László Szapáry, zadnji lastnik mursko-soboškega gradu.
- grof Frigyes Szapáry, avstro-ogrski veleposlanik v St. Petersburgu
- grof László Szapáry, general

## Galerija
- grof Szapáry László, zadnji lastnik mursko-soboškega gradu.
- grof Gyula Szápáry (ministrski predsednik Madžarske 1890-1892)
- grof Szapáry Géza, mursko-soboški veleposestnik
- grof Szapáry Frigyes avstro-ogrski veleposlanik v St. Petersburgu
- grof László Szapáry, general med osvobodilno vojno 1848-1849